# Hersilia sumatrana
Hersilia sumatrana là một loài nhện trong họ Hersiliidae.
Loài này thuộc chi Hersilia. Hersilia sumatrana được miêu tả năm 1890 bởi Tord Tamerlan Teodor Thorell.